# Heinrich I. von Heisterbach
Heinrich I. von Heisterbach (* zwischen 1175 und 1180 in Walberberg; † 11. November 1242 im Kloster Heisterbach) war von 1208 bis zu seinem Tod Abt des Zisterzienserklosters Heisterbach im Siebengebirge.

## Leben
Heinrich entstammte einem Rittergeschlecht aus dem Köln-Bonner Raum und erhielt seine Ausbildung im Bonner Cassiusstift, dessen Kanoniker er wurde. Laut den Aufzeichnungen Caesarius’ von Heisterbach, dessen Förderer er war, studiert er auch einige Zeit in Paris.
Seine Verwandten verhinderten zunächst, dass er in das Kloster Heisterbach eintrat, aber um 1200 legte er schließlich doch das Gelübde ab. Der Heisterbacher Abt Gerardus (auch Gevard) ernannte ihn zum Prior seiner Abtei. Nach dem Tod Gerardus' 1208 bestimmte der Trierer Erzbischof Johann I. Heinrich zu dessen Nachfolger. Unter seiner Leitung erfuhr das Kloster einen Aufschwung, zu dem auch vom Papst und vom Kaiser gewährte Privilegien beitrugen.
In die Zeit Heinrichs als Abt fällt die Vollendung der Abteikirche im Jahr 1233 und deren Weihe 1237. Außerdem gründeten Heisterbacher Mönche unter seiner Leitung 1215 das Kloster Marienstatt im Westerwald, was durch eine Grundbesitz-Schenkung durch den Kölner Burggrafen Eberhard von Aremberg ermöglicht wurde.
Heinrichs große Bedeutung in dieser Zeit spiegelt sich in seinen zahlreichen Funktionen und Aufgaben wider. So ernannte ihn zum Beispiel Erzbischof Johann I. von Trier zu seinem Testamentsvollstrecker, und als Visitator oblag ihm die Aufsicht der friesischen Klöster seines Ordens. Darüber hinaus kam ihm eine bedeutende Rolle bei der Ahndung des Mordes an dem Kölner Erzbischof Engelbert I. zu.